# Model acústic
Un model acústic s'utilitza en el reconeixement automàtic de la parla per representar la relació entre un senyal d'àudio i els fonemes o altres unitats lingüístiques que conformen la parla. El model s'aprèn a partir d'un conjunt d'enregistraments d'àudio i les seves corresponents transcripcions. Es crea prenent enregistraments d'àudio de la parla i les seves transcripcions de text, i utilitzant programari per crear representacions estadístiques dels sons que componen cada paraula.

## Rerefons

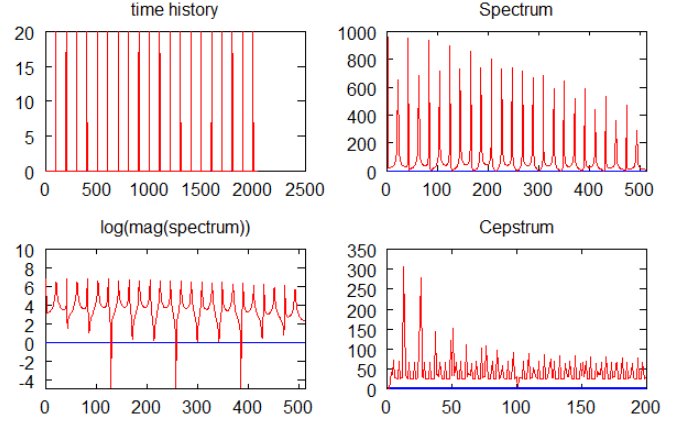
Diagrama de creació del Cepstrum fr freqüència Mel d'un senyal d'àudio temporal, que passa a freqüencial (transformada de Fourier), llavors es fa el logaritme, es pondera amb l'escala Mel i finalment un altre cop la transformada de Fourier.

Els sistemes moderns de reconeixement de parla utilitzen tant un model acústic com un model de llenguatge per representar les propietats estadístiques de la parla. El model acústic modela la relació entre el senyal d'àudio i les unitats fonètiques de la llengua. El model de llenguatge s'encarrega de modelar les seqüències de paraules en la llengua. Aquests dos models es combinen per obtenir les seqüències de paraules de primer nivell corresponents a un segment d'àudio determinat.
La majoria dels sistemes de reconeixement de veu moderns funcionen amb l'àudio en petits fragments coneguts com a fotogrames amb una durada aproximada de 10 ms per fotograma. El senyal d'àudio en brut de cada fotograma es pot transformar aplicant el cepstrum de freqüència mel. Els coeficients d'aquesta transformació es coneixen comunament com a coeficients cepstrals de freqüència mel (MFCC) i s'utilitzen com a entrada al model acústic juntament amb altres característiques.
Recentment, l'ús de xarxes neuronals convolucionals ha donat lloc a grans millores en el modelatge acústic.

## Característiques de l'àudio de la parla
L'àudio es pot codificar a diferents freqüències de mostreig (és a dir, mostres per segon; les més habituals són: 8, 16, 32, 44.1, 48 i 96). kHz), i diferents bits per mostra (els més comuns són: 8 bits, 16 bits, 24 bits o 32 bits). Els motors de reconeixement de veu funcionen millor si el model acústic que utilitzen s'ha entrenat amb àudio de veu que s'ha gravat amb la mateixa freqüència de mostreig/bits per mostra que la parla que es reconeix.

## Reconeixement de veu basat en la telefonia
El factor limitant per al reconeixement de veu basat en la telefonia és l'ample de banda al qual es pot transmetre la parla. Per exemple, un telèfon fix estàndard només té una amplada de banda de 64 kbit/s a una velocitat de mostreig de 8 kHz i 8 bits per mostra (8000 mostres per segon * 8 bits per mostra = 64000 bit/s). Per tant, per al reconeixement de veu basat en la telefonia, els models acústics s'han d'entrenar amb 8 Fitxers d'àudio de veu kHz/8 bits.
En el cas de la veu sobre IP, el còdec determina la freqüència de mostreig/bits per mostra de transmissió de veu. Els còdecs amb una freqüència de mostreig/bits per mostra més alts per a la transmissió de veu (que milloren la qualitat del so) necessiten models acústics entrenats amb dades d'àudio que coincideixin amb aquesta freqüència de mostreig/bits per mostra.

## Reconeixement de veu basat en escriptori
Per al reconeixement de veu en un ordinador d'escriptori estàndard, el factor limitant és la targeta de so. La majoria de les targetes de so actuals poden gravar amb freqüències de mostreig d'entre 16 kHz-48 kHz d'àudio, amb velocitats de bits de 8 a 16 bits per mostra i reproducció de fins a 96 kHz.
Com a regla general, un motor de reconeixement de veu funciona millor amb models acústics entrenats amb dades d'àudio de parla gravades a velocitats/bits de mostreig més alts per mostra. Però l'ús d'àudio amb una freqüència de mostreig/bits per mostra massa alt pot alentir el motor de reconeixement. Cal un compromís. Per tant, per al reconeixement de veu d'escriptori, l'estàndard actual són els models acústics entrenats amb dades d'àudio de parla gravades a taxes de mostreig de 16 kHz/16 bits per mostra.